# Emilia Rensi
Emilia Rensi (1901 - 23 de abril de 1990) fue una filósofa, librepensadora, escritora y profesora italiana. Escribió para revistas anarquistas y progresistas, como La Chiosa de Flavia Steno, Volontà (años 60), Umanità Nova (años 60) y Sicilia Libertaria de Franco Leggio (años 80). A partir de finales de los años sesenta comenzó a publicar libros sobre temas sociales, culturales y éticos.

## Primeros años
Emilia Rensi nació en Bellinzona, Tesino, Suiza. Su padre fue el filósofo italiano Giuseppe Rensi (1871-1941) y su madre la escritora y pedagoga Lauretta Perucchi (1873-1966). Su hermana mayor, Algisa (1899-1994), fue monja y abadesa. Ella y su hermana nacieron en Suiza en la época en que su padre vivía allí exiliado de Italia tras los disturbios políticos derivados de la unificación de Italia y su transformación económica, dando lugar a numerosas huelgas y revueltas sociales que se resolvían mediante la represión. La familia regresó a Italia en 1908 y vivió en varias ciudades antes de establecerse en Génova, donde Giuseppe enseñó filosofía moral en la universidad. En la familia había una fuerte tendencia socialista, surgida en parte de sus experiencias durante la Primera Guerra Mundial, que coincidió con la adolescencia de Emilia.

## Trabajo y política
Emilia Rensi trabajó como profesora en el Liceo Colombo de Génova. También trabajó en la Biblioteca de la Universidad de Génova, donde pasó la mayor parte de su vida adulta (unos sesenta años) hasta poco antes de su muerte. El socialismo de padre e hija se manifestó tanto en el plano político como en el académico, y los colocó en una situación peligrosa durante las décadas de 1920 y 1930, a medida que crecía la popularidad del régimen fascista de derechas de Benito Mussolini, que condujo a la Segunda Guerra Mundial. Giuseppe y Lauretta fueron detenidos y sufrieron un breve encarcelamiento en 1930, como castigo por celebrar reuniones políticas de izquierdas en su casa.
En los escritos de Giuseppe y Emilia también hay una actitud antirreligiosa y atea. Pensaban que la educación de los niños en la escuela debía ser totalmente laica, y que los valores morales podían enseñarse sin necesidad de un componente religioso. En una sociedad fuertemente católica, esta era una posición peligrosa, y su trabajo ha sido posteriormente descuidado en su propio país.
En 1964, Emilia donó a la Universidad Estatal de Milán un amplio archivo de libros, cartas y otros documentos de su padre, fallecido en 1941, durante la Segunda Guerra Mundial. Es interesante señalar que los libros de Emilia no empezaron a aparecer hasta 1969, tres años después de la muerte de su madre. A partir de entonces, sus publicaciones aparecieron con regularidad, hasta su muerte, y algunas de forma póstuma. Muchos de sus libros y artículos fueron publicados por La Fiaccola (La Antorcha), fundada en 1960 por el activista político de izquierdas Franco Leggio, y con sede en Ragusa, Sicilia.

## Publicaciones
- Chiose laiche [Comentarios seculares], Ragusa: La Fiaccola, 1969.[11]
- Di contestazione in contestazione [De disputa en disputa], Ragusa, Sicilia: La Fiaccola, 1971.[12]
- Atei dell'alba [Ateos del amanecer], Ragusa: La Fiaccola, 1973.[13]
- Dalla parte degli indifesi [Del lado de los indefensos], Ragusa: La Fiaccola, 1975.[14]
- Il riscatto della persona umana {La redención de la persona humana], Catania: Edigraf, 1976.[15]
- L'azzardo della riflessione [La apuesta de la reflexión], Ragusa: La Fiaccola, 1976.[16]
- Umanità e sofferenza en Jean Rostand: coloquio [Humanidad y sufrimiento en Jean Rostand : entrevista], Ragusa: La Fiaccola, 1981.[17]
- Scuola e libero pensiero [Escuela y libre pensamiento], Ragusa: Ipazia, 1984.[18]
- Un uomo, una vicenda: il problema morale nell' antifascismo e nella resistenza [Un hombre, una historia: el problema moral en el antifascismo y la resistencia], Ragusa, 1986.[19]
- Testimonianze inattuali [Testimonios obsoletos], Ragusa: La Fiaccola, 1987.[20]
- Frammenti di vita vissuta: e Il "prezzo" della vita: considerazioni e riflessioni contro la guerra e il militarismo [Fragmentos de la vida vivida: y el "precio" de la vida: consideraciones y reflexiones contra la guerra y el militarismo], Ragusa: Nuova Ipazia, 1991.[21]
- Recensioni come testimonianza: la collaborazione a "Sicilia libertaria": settembre/ottobre 1984-settembre 1990; Dalla parte degli indifesi [Reseñas como testimonio: la colaboración con "Sicilia libertaria": septiembre/octubre de 1984-septiembre de 1990; Del lado de los indefensos], Ragusa: Franco Leggio, 1991.[4]
- Angoscia di vivere [Angustia de vivir], Imola, Bolonia: Editrice La Mandragora, 1998.[22]

### Trabajos en coautoría
- Camillo Berneri y Emilia Rensi, Il cristianesimo e il lavoro: studio inedito 1932 [Cristianismo y Trabajo: un estudio inédito 1932], Génova: Edizioni RL, 1965.[23]
- Augusto Agabiti, Emilia Rensi y Julian Sorrell Huxley, Ipazia: la prima martire della libertà di pensiero [ Hypatia : the First Martyr of Freedom of Thought], Ragusa: Ipazia, 1979.[24]
- Emilia Rensi y Alberto D'Elia, Cristo-Colombo: e ... l'inizio della tratta degli schiavi [ Cristóbal Colón : y . . . El comienzo de la trata de esclavos ] , Ragusa: Nueva Ipazia, 1992.[25]
- Giuseppe Rensi y Emilia Rensi, La religione nella scuola [La religión en la escuela], Ragusa: Fiaccola, 2000.[8]